# 홍고량
《홍고량》(중국어 간체자: 红高粱, 정체자: 紅高粱, 병음: Hóng gāo liang 훙가오량[*], 영어: Red Sorghum 레드 소점[*])은 중국의 텔레비전 드라마.

## 등장 인물
- 저우쉰(周迅) : 대구련(戴九蓮) 역
- 주아문(朱亚文): 여점오(余占鰲) 역
- 황쉬안(黄轩) : 장준걸(張俊傑) 역
- 우영광(于荣光) : 주호삼(朱豪三) 역
- 친하이루(秦海璐) : 숙현(淑賢) 역